# Frente Ocidental (Segunda Guerra Mundial)
A Frente da Europa Ocidental ou Frente Ocidental da Segunda Guerra Mundial foi a segunda maior frente europeia em importância durante a II Guerra Mundial. Cobriu a Europa Ocidental e Setentrional, e foi aberta quando a Alemanha Nazista invadiu à Noruega, Dinamarca, Países Baixos, Bélgica e França em 1940, e foi encerrada em 1945 com a vitória das Aliados. 
Entre 1941 a 1943, permaneceu sem nenhuma alteração relevante além de levantes de resistências e da campanha de bombardeios da Alemanha contra Londres. A frente foi reaberta em 6 de junho de 1944 com a Invasão da Normandia (Dia D).
A Frente Ocidental foi marcada por duas fases de grande escala no teatro das operações de combate. A primeira fase viu a capitulação da Escandinávia, Países Baixos, Bélgica e França durante os meses de maio e junho de 1940, e seguida de uma guerra aérea entre a Alemanha e o Reino Unido que atingiu o auge durante a Batalha da Grã-Bretanha. A segunda fase consistiu em combates de grande escala, que começou em 6 de junho de 1944 com os desembarques Aliados na Normandia e continuou com a Liberação de Paris e o avanço aliado através da Bélgica onde defenderam as Ardenas da última ofensiva de Hitler, continuando para o interior da Alemanha até a derrota das forças do Eixo na Europa, em maio de 1945.
A guerra na Europa Ocidental durante a Segunda Guerra Mundial pode ser dividida em cinco fases: a Frente de Abertura, englobando a Guerra de Mentira, Campanha da Noruega e Batalha da França; a Batalha Aérea, que inclui a Batalha da Grã-Bretanha, a Blitz e o bombardeio dos Aliados da Europa; a Reabertura da Frente com a Batalha da Normandia; o contra-ataque alemão na Batalha das Ardenas; e a final Conquista da Alemanha na travessia do Reno.
Os países que enviaram um número significativo dos seus exércitos nesta frente foram os seguintes: Alemanha, Bélgica, Canadá, Dinamarca, Estados Unidos, França (França Livre e França de Vichy), Reino Unido, Noruega, Holanda, Itália e Polónia. Tropas de diversos países da Europa Oriental, América Latina e da Commonwealth das Nações também participaram, mas suas contribuições não foram decisivas. Embora a Irlanda fosse acidentalmente bombardeada pela Alemanha, este país nunca deixou o seu estado de neutralidade.

## 1939–40: Avanços do Eixo

### Guerra de Mentira
A Guerra de Mentira foi a fase inicial da Segunda Guerra, quando pouquíssimos conflitos ocorreram nos meses que se seguiram entre a invasão da Polônia e a Batalha da França. Embora as grandes potências europeias estivessem oficialmente em guerra declarada, nenhum dos lados se comprometeu a lançar ofensivas significativas. Este também foi o período em que o Reino Unido e a França não forneceram ajuda significativa à Polônia, apesar da aliança prometida.
Enquanto grande parte da Wehrmacht lutava contra a Polônia, uma pequena quantidade de militares alemães ocupava a Linha Siegfried, sua linha defensiva fortificada ao longo da fronteira com a França. Do outro lado, na Linha Maginot, as forças francesas se posicionavam em frente, enquanto a Força Expedicionária Britânica e outras divisões militares francesas criavam uma linha defensiva ao longo da fronteira belga. A Força Aérea Real jogava folhetos de propaganda na Alemanha, as primeiras tropas canadenses de reforço chegavam à Grã-Bretanha e a Europa Ocidental experimentava uma estranha calmaria que durou sete meses, apesar das movimentações. 
Tentando acelerar o processo de se armar contra possíveis ofensivas, Reino Unido e França começaram a comprar grandes quantidades de armas nos Estados Unidos para complementar sua própria produção. Apesar de não estar na guerra, os Estados Unidos contribuíram com os Aliados Ocidentais com descontos e condições especiais para compra de equipamentos militares. Percebendo isso, a Alemanha decidiu tentar embargar o comércio marítimo para os Aliados, o que acarretou na Batalha do Atlântico.

### Escandinávia
A calma da Frente Ocidental foi finalmente quebrada em abril de 1940, quando a Alemanha lançou a Operação Weserübung e deu início à Campanha da Noruega, invadindo os países neutros da Dinamarca e Noruega. Isso arruinou o plano inicial dos Aliados, que planejavam um ataque anfíbio ao redor da Alemanha, cortando as linhas de suprimento a partir da Suécia. Mas as forças nazistas arrasaram as forças armadas norueguesas e obrigaram o governo a se exilar, enquanto ocupavam a região e repeliam as ambições aliadas. O revés maior para a Alemanha ocorreu pelas pesadas baixas que a Kriegsmarine sofreu nos dois meses de luta que foram necessários para guardar toda a Noruega continental. 
Temendo a expansão alemã na região, o Reino Unido ignorou a declaração de neutralidade da Islândia e invadiu o país em maio de 1940. A princípio o governo local reagiu com indignação, mas não ordenou que os militares islandeses resistissem e a ocupação subsequente acabou sendo completamente pacífica.   

### Luxemburgo, Países Baixos, Bélgica e França

Tropas alemãs marchando em frente ao Arco do Triunfo após a queda da França.

Em maio de 1940, a Alemanha deflagrou a Batalha da França. Os Aliados Ocidentais (principalmente as forças terrestres francesas, belgas e britânicas) entraram em colapso com os ataques da blitzkrieg alemã. Luxemburgo caiu em apenas um dia: 10 de maio de 1940. Os Países Baixos capitularam em uma batalha que durou uma semana. A Batalha da Bélgica, mais sangrenta, durou 18 dias. Em pouco menos de 50 dias, a França foi derrotada e a região de Paris ocupada. Os Aliados britânicos e franceses precisaram evacuar da Europa Continental no episódio de Dunquerque. Com essa fase de conflitos terminada, a Alemanha começou a pensar como lidar com a Inglaterra. Se os britânicos se recusassem a aceitar um tratado de paz, a opção era invadir. Mas a Kriegsmarine já havia sofrido graves perdas na Noruega e, para considerar um desembarque anfíbio, a Alemanha teria que conquistar a supremacia aérea com a Luftwaffe.

## 1941–44: Interlúdio
Com a Luftwaffe incapaz de derrotar a RAF na Batalha da Inglaterra, a invasão da Grã-Bretanha não poderia mais ser considerada como opção. Com grande parte das forças alemãs empenhadas na invasão da União Soviética, o Ocidente começou a ser fortificado com a construção da Muralha do Atlântico, uma gigantesca linha defensiva ao longo da costa francesa no Canal da Mancha.
Devido às gigantescas dificuldades logísticas que uma invasão pelo Canal levaria, os Aliados decidiram fazer ataques táticos na costa francesa. Em 19 de agosto de 1942, forças canadenses e britânicas iniciaram a Operação Jubileu em Dieppe. O ataque foi um desastre com quase dois terços da força atacante dizimada. No entanto, muito foi aprendido nessa operação – essas lições seriam úteis para a invasão subseqüente. 
Por mais de dois anos não ocorreram conflitos terrestres da Frente Ocidental, com exceção de pequenas operações de comando e grupos de guerrilha auxiliados pela Special Operations Executive (SOE) e Office of Strategic Services (OSS). Entretanto, a guerra continuou bastante ativa no ar com os Aliados investindo em uma série de bombardeios estratégicos sobre o território alemão. Enquanto a Oitava Força Aérea dos Estados Unidos atacava de dia, o Comando de Bombardeiros da RAF atacava de noite. 
Os alemães esperavam uma tentativa de invasão por parte dos Aliados, mas não sabiam precisar a localização em que ela poderia acontecer. A possibilidade de um desembarque anfíbio exigiu que as tropas móveis (formadas em sua maioria por unidades panzer) alemãs se dispersassem muito pelos territórios. Cada grupo do exército nazista recebeu uma quantidade de unidades desse tipo. O Grupo B recebeu apoio da 2.ª Divisão Panzer no norte da França, da 116.ª Divisão Panzer na região de Paris e da 21.ª Divisão Panzer na Normandia. O Grupo G dispersou mais ainda suas tropas móveis pensando na possibilidade de uma invasão pelo Atlântico, mantendo a 11.ª Divisão Panzer em Gironda, a 2.ª Divisão SS Das Reich em Montauban no sul da França e a 9.ª Divisão Panzer em volta de Bocas do Ródano, no delta do Reno.
O OKW também mantinha uma grande reserva de unidades móveis, distribuídas em uma grande área: a 1.ª Divisão SS Leibstandarte SS Adolf Hitler treinava nos Países Baixos, a 12.ª Divisão Panzer SS Hitlerjugend e a Panzer Lehr estavam na região de Paris-Orléans pois a região da Normandia era considerada a mais provável para uma possível invasão. Já a 17.ª Divisão Panzergrenadier SS Götz von Berlichingen estava localizada ao sul do Loire, nas proximidades de Tours.

## 1944–45: Reabertura da Frente

### Normandia

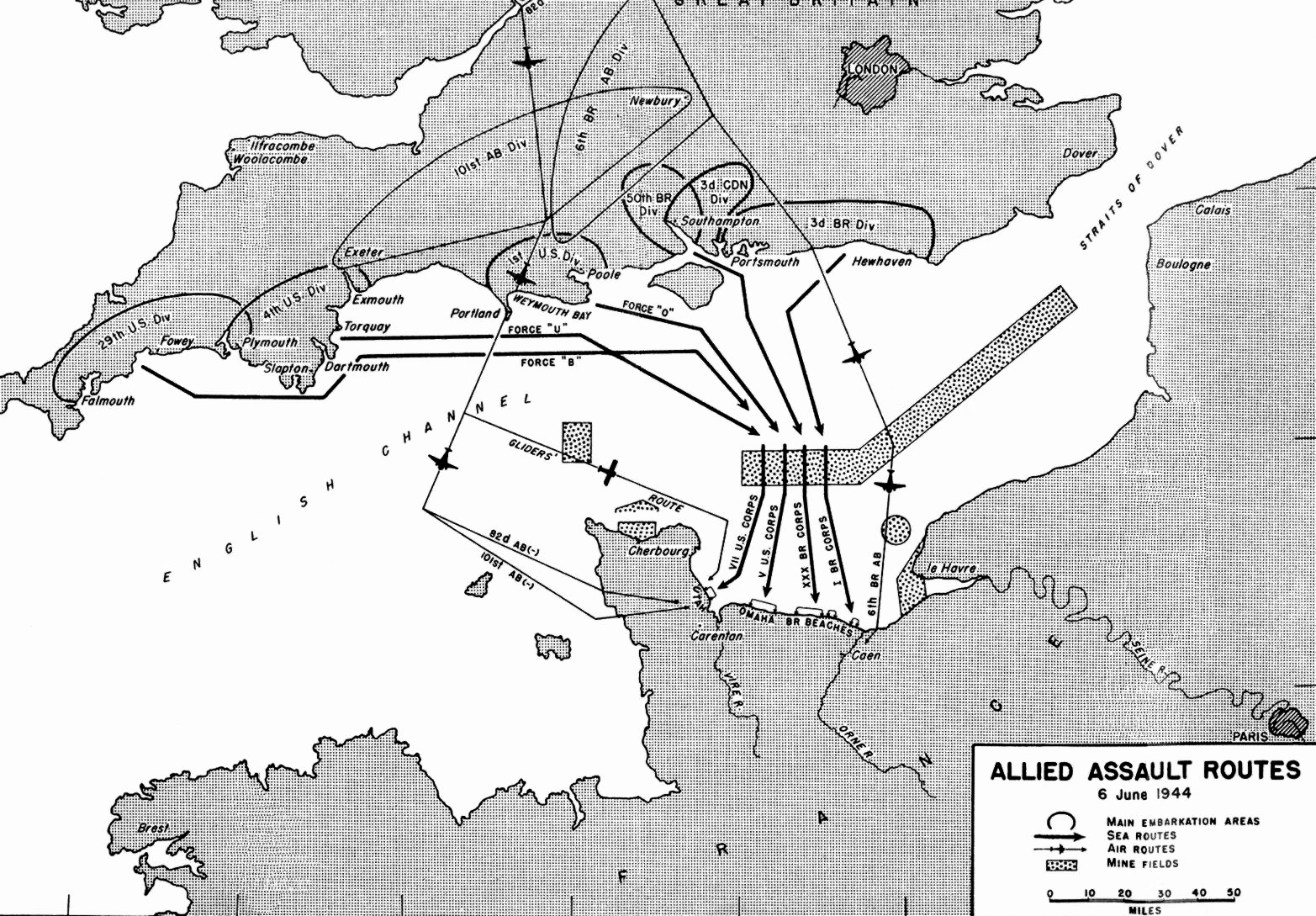
Rotas tomadas durante a invasão do Dia D.

Em 6 de junho de 1944 os Aliados deram início à Operação Overlord (o famoso Dia D) mirando a libertação da França. Antes disso, os Aliados haviam posto em prática a Operação Bodyguard, que foi uma campanha de desinformação e uma série de operações fraudulentas que fizeram o comando alemão acreditar que a invasão aconteceria na região de Pas-de-Calais, enquanto o alvo real era a Normandia. Após dois meses de avanços lentos nos campos da França, a Operação Cobra permitiu que as tropas americanas dominassem o norte do país e estabelecessem uma grande quantidade de unidades no local. Após esse feito os Aliados começaram a avançar rapidamente pela França, cercando mais de 200 mil alemães na Bolsa de Falaise. Assim como ocorria frequentemente na Frente Oriental, Hitler se recusava a permitir retiradas estratégicas até que fosse tarde demais. Aproximadamente 150 mil alemães conseguiram escapar da Bolsa de Falaise, mas deixaram para trás a maior parte de seus valiosos equipamentos e 50 mil alemães foram mortos ou feitos prisioneiros.
Após a invasão ter se concretizado, os Aliados começaram a debater a estratégia para avançar no território. Havia duas opções: manter o front em um espaço limitado avançando mais rapidamente ou procurar estabelecer um front amplo com avanços mais lentos. As forças acabaram se dispersando pelo território europeu, com a estratégia de frente ampla sendo adotada pelo General Eisenhower.

### Libertação da França
Em 15 de agosto de 1944 os Aliados iniciaram a Operação Dragão, invadindo o sul da França por Toulon e Cannes. O Sétimo Exército Americano e o Primeiro Exército Francês (que compunha o Sexto Exército Americano), rapidamente consolidaram uma cabeça de praia e libertaram o sul da França em duas semanas, avançando para o norte até o vale do Ródano. O avanço apenas desacelerou quando encontraram tropas alemãs reagrupadas nos Vosges.
Os alemães na França agora teriam que enfrentar três poderosos exércitos: ao norte estava o 21º Grupo de Exército Britânico comandado pelo marechal de campo Sir Bernard Montgomery. Na região central estava o 12º Grupo de Exército Americano, comandado pelo general Omar Bradley. Ao sul estava o 6º Exército Americano, comandado pelo tenente-general Jacob L. Devers. Em meados de setembro o 6º Exército vindo do sul entrou em contato com as formações de Bradley avançando do oeste. Os três exércitos passaram então a operar juntos fazendo parte do Quartel General Supremo das Forças Expedicionárias Aliadas de Eisenhower.

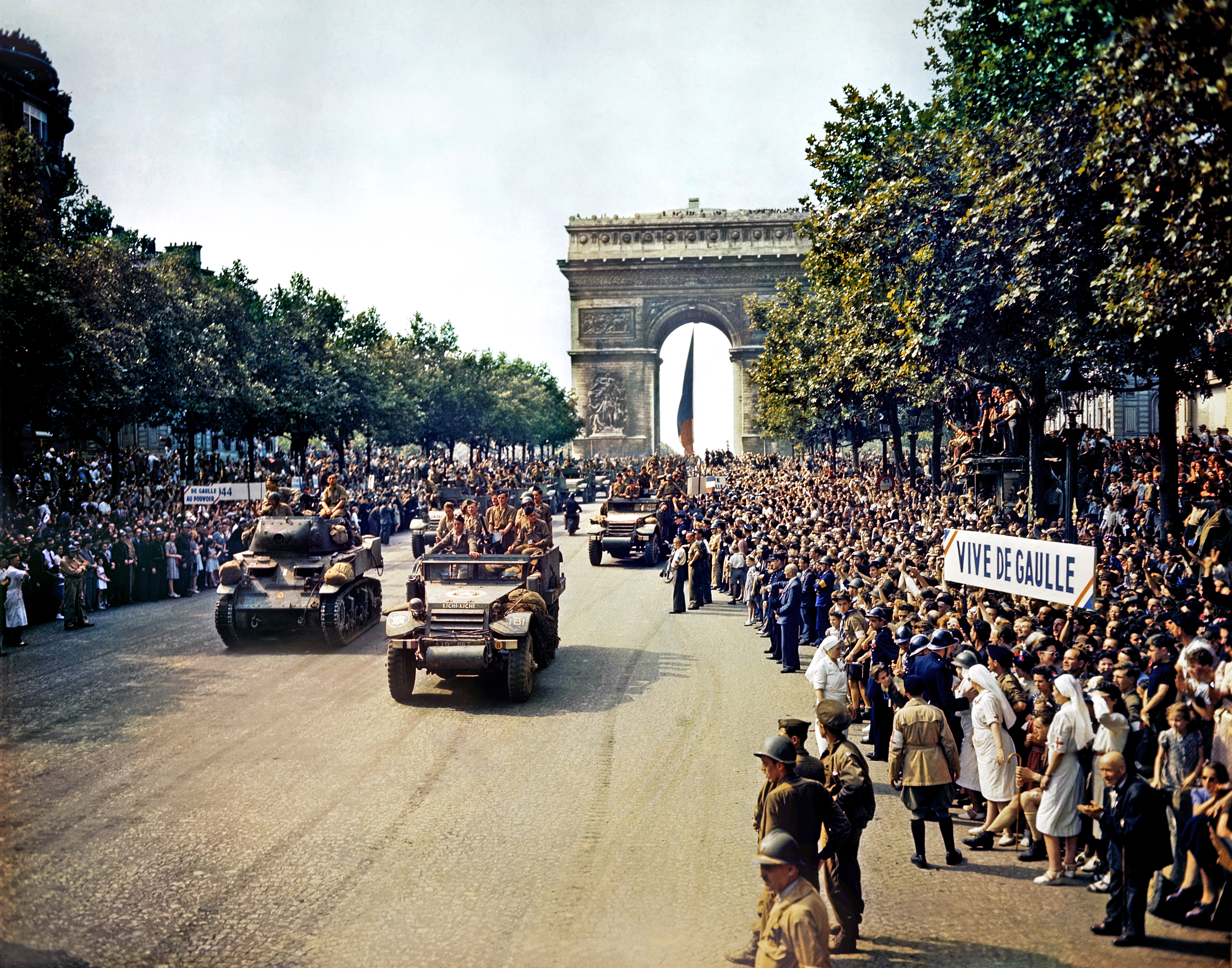
Multidão de franceses na Champs Élysées comemorando a libertação de Paris em 26 de agosto de 1944.

Sendo atacado no norte e no sul da França, o exército alemão recuou. Em 19 de agosto, a resistência francesa (FFI) organizou um levante geral e a libertação de Paris ocorreu no dia 25 de agosto, quando o general Dietrich von Choltitz aceitou o ultimato francês e se rendeu ao general Philippe Leclerc de Hauteclocque, comandante da Segunda Divisão Armada Francesa. O general alemão ignorou as ordens de Hitler de que Paris deveria ser defendida até o último homem e depois destruída, por isso a cidade foi recuperada praticamente intacta após quatro anos de ocupação alemã.
A libertação do norte da França e dos países do Benelux teve um significado especial para os habitantes de Londres e do sudeste da Inglaterra, porque desmantelou as bases de lançamento das bombas V-1 e dos mísseis V-2 Vergeltungswaffe, que atingiam o território britânico. 

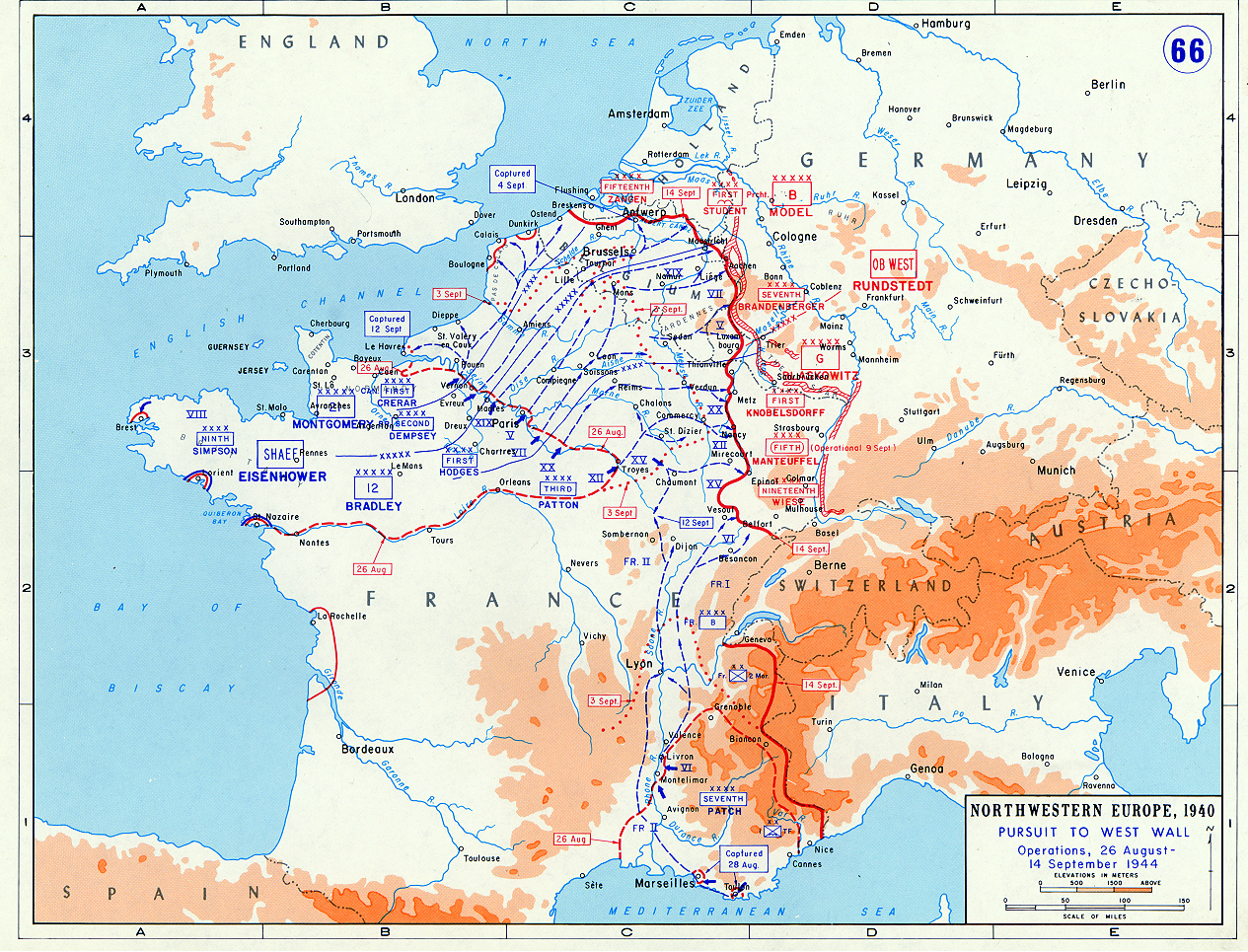
Situação da Frente Ocidental em 1944.

À medida que os Aliados avançavam por toda a França, suas linhas de suprimentos se aproximavam do colapso. O Red Ball Express (nome do esforço de transporte Aliado), não conseguia transportar estoque suficiente das instalações portuárias na Normandia até a linha de frente, que em setembro já estava perto da fronteira alemã. Isso acabou causando uma desaceleração nos avanços.
As unidades alemãs que estavam no sudoeste francês e não tinham participado da defesa da Normandia retiraram-se para o leste em direção à Alsácia (às vezes diretamente em frente ao avanço dos americanos) ou iam para regiões portuárias com a intenção de não deixá-las cair em mãos aliadas. Alguns desses grupos acabaram isolados e os Aliados não tentaram enfrentá-los, deixando-os "para apodrecer". Bordeaux, por exemplo, só foi libertada em maio de 1945. 

### Aliados avançam de Paris até o Reno
Depois dos avanços esmagadores dos Aliados, a situação na frente começou a se estabilizar quando as tropas chegaram nas proximidades da Linha Siegfried (Westwall) e ao sul do Reno. Em setembro de 1944 os americanos travaram uma lenta e sangrenta batalha na Floresta Hürtgen para tentar romper a linha defensiva do Eixo. O porto de Antuérpia foi libertado em 4 de setembro pela Décima Primeira Divisão Blindada Britânica, mas por estar no final do longo estuário do rio Escalda não poderia ser usado até que as margens estivessem livres das posições fortificadas dos alemães. As defesas ao redor de Breskens foram quebradas por tropas canadenses e polonesas com o custo de pesadas baixas na Batalha do rio Escalda. Em seguida começou uma tediosa campanha para limpar a península do estuário que finalmente culminou com a invasão anfíbia da ilha de Walcheren em novembro. Essa campanha foi uma vitória decisiva para o Primeiro Exército Canadense e para o resto dos Aliados, pois permitiu uma entrega de suprimentos muito mais rápida diretamente de Antuérpia, que estava muito mais perto da frente de batalha do que as praias da Normandia.

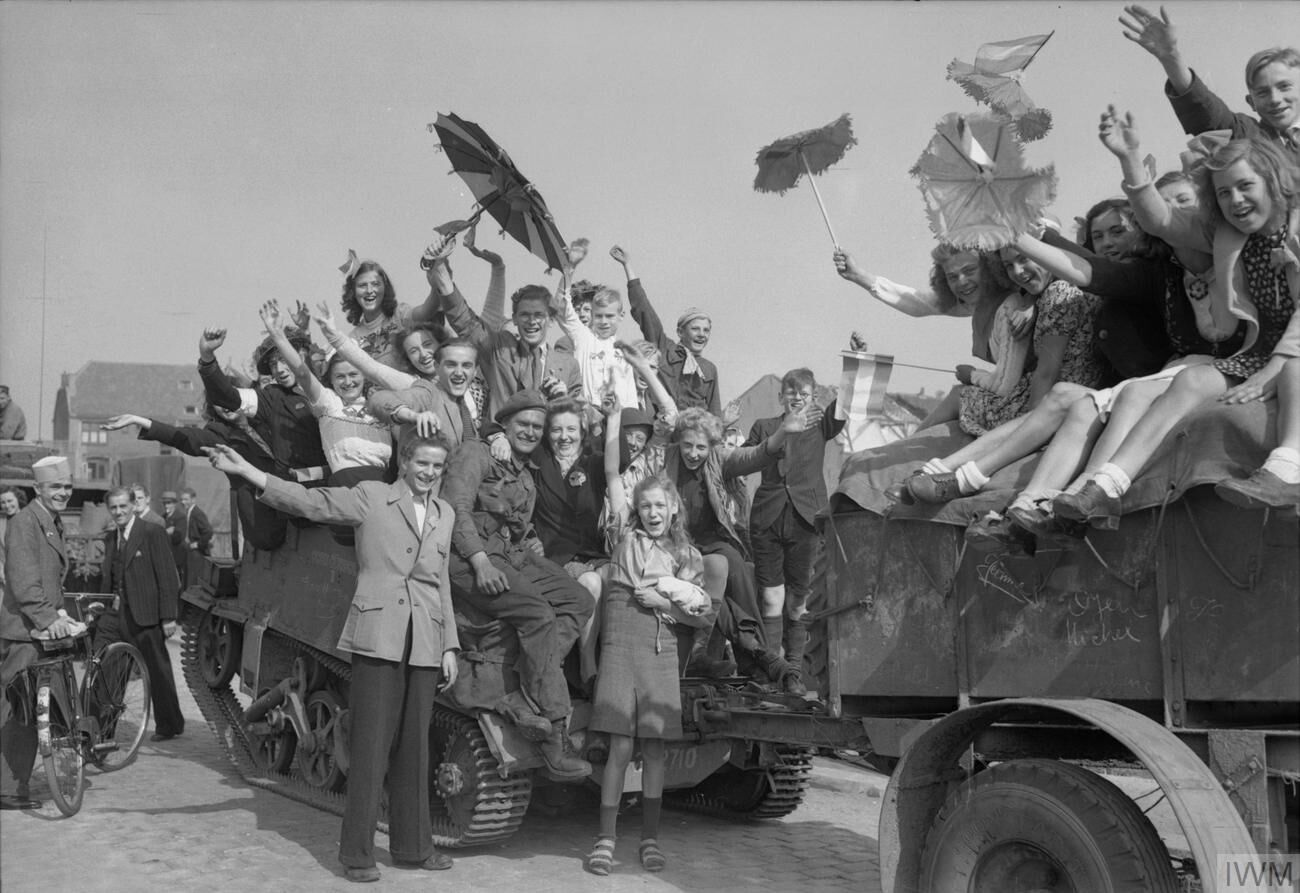
Civis comemorando junto com soldados britânicos a libertação de Eindhoven.

Em outubro os americanos decidiram não fazer uma circunvalação em Aachen pois isso colocaria em risco os flancos do Nono Exército. Ao invés de agir lentamente a solução foi atacar a cidade rapidamente por todos os lados. Como se tratava da primeira cidade alemã a correr risco de captura, Hitler ordenou que a defesa deveria ser feita a todo custo e por isso a batalha urbana acabou por ser sangrenta com mais de 5 mil baixas para ambos os lados e cerca de 5.600 alemães aprisionados após a conquista da cidade. 

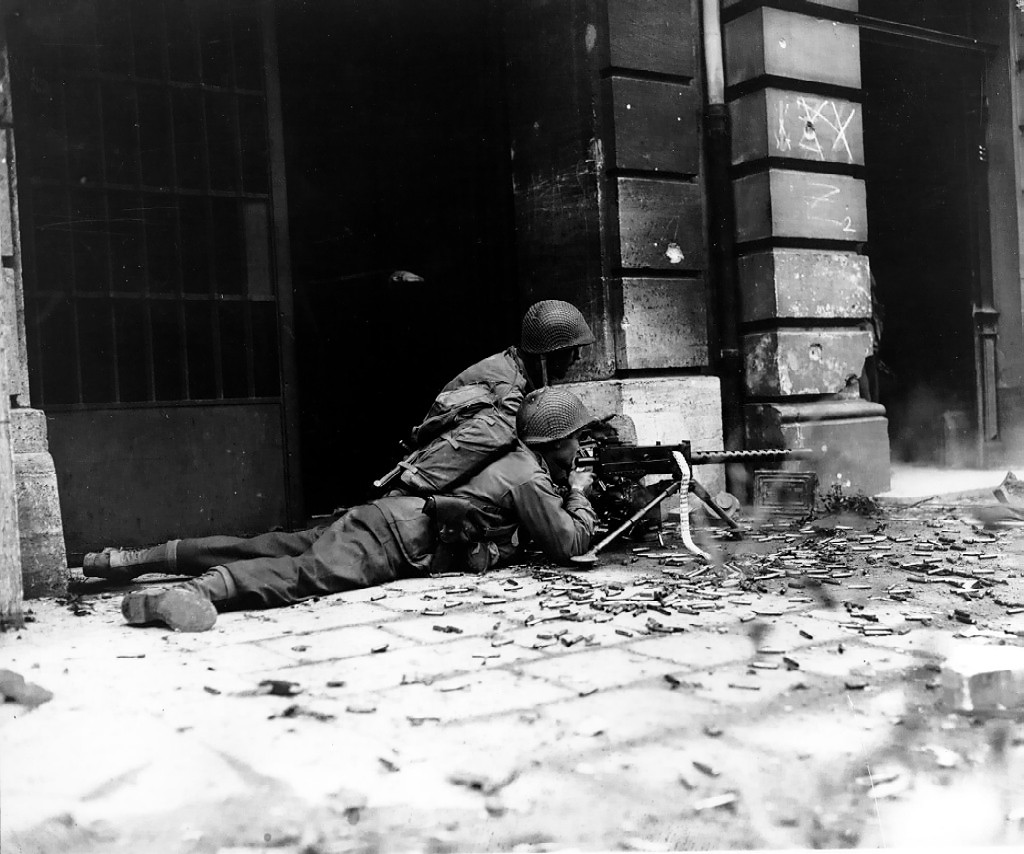
Soldados americanos operando uma metralhadora Browning M1919 durante a batalha urbana nas ruas de Aachen.

Ao sul das Ardenas, as forças americanas lutaram desde setembro até meados de dezembro para expulsar os alemães de Lorena e fazê-los recuar até a Linha Siegfried. O cruzamento do rio Mosela e a captura da fortaleza de Metz foram muito difíceis devido aos reforços alemães, suprimentos escassos e clima desfavorável. Durante setembro e outubro, o 6º Grupo de Exércitos Aliados (formado pelo Sétimo Exército dos EUA e Primeiro Exército Francês) lutou uma campanha lenta e difícil através das montanhas dos Vosges, enfrentando uma obstinada resistência alemã.
Já no mês de novembro, os alemães cederam às pressões e ofereceram menos resistência, o que resultou em avanços rápidos dos Aliados, levando à libertação de Belfort, Mulhouse e Estrasburgo, chegando em frente ao rio Reno. A reação alemã veio com a construção de uma gigantesca cabeça de ponte ao redor do Reno protegendo a cidade de Colmar. Em 16 de novembro, os Aliados iniciaram uma grande ofensiva de outono chamada Operação Rainha. Partindo novamente através de Hürtgen, a ofensiva levou os Aliados ao rio Rur, mas falhou em seu principal objetivo que era capturar as barragens do Rur e abrir caminho para o Reno. Logo em seguida os alemães lançaram a ofensiva das Ardenas.

### Operação Market Garden

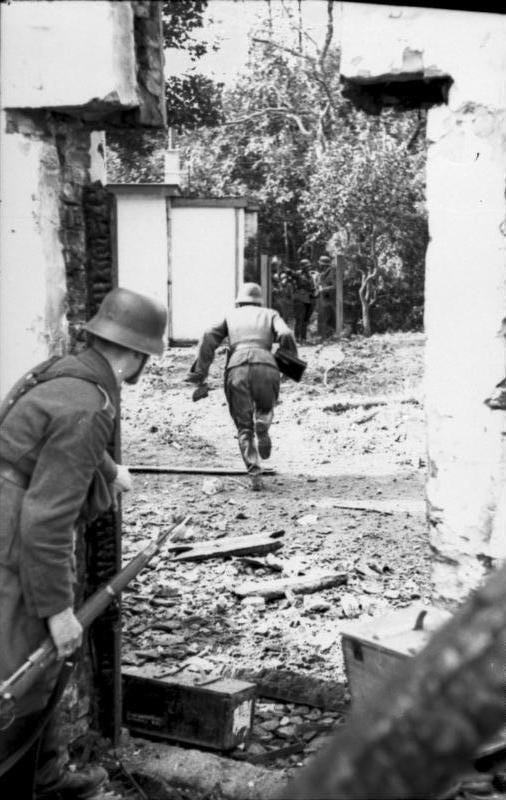
Soldados alemães avançando na vila de Oosterbeek nos Países Baixos. A Batalha de Arnhem causou a destruição da cidade e foi combatida casa por casa, levando os britânicos a sofrer pesadas baixas.

O Marechal de Campo Sir Bernard Montgomery comandante do 21º Grupo de Exércitos Aliados persuadiu o Alto Comando a lançar uma operação ousada que se fosse bem-sucedida levaria os Aliados até o outro lado do Reno e criaria uma saliência para avanço rápido da forma que ele queria, na chamada Operação Market Garden. Tropas de paraquedistas partindo do Reino Unido tomariam pontes sobre os principais rios dos Países Baixos em Eindhoven, Nijmegen e Arnhem (três cidades ocupadas pelos alemães). Enquanto isso, o Trigésimo Corpo do Exército britânico (XXX Corps) perfuraria as linhas alemãs ao longo de Maas-Schelde e se juntaria com a Centésima Primeira Divisão Aérea dos Estados Unidos em Eindhoven, com a Octogésima Segunda Divisão Aérea dos Estados Unidos em Nijmegen e com a Primeira Divisão Aérea Britânica em Arnhem. Se tudo desse certo, o XXX Corps conseguiria avançar pela Alemanha sem grandes obstáculos. Os britânicos conseguiram avançar além de seis das sete pontes, mas não conseguiram unir-se às tropas perto da ponte sobre o Reno em Arnhem. A resistência alemã causou mais de 8 mil baixas na tropa de paraquedistas britânica durante a Batalha de Arnhem. Arnhem continuou em mãos alemãs e os Aliados com tropas salientes além da fronteira belga próximo a Nijmegen.

### Contra-ofensiva de inverno

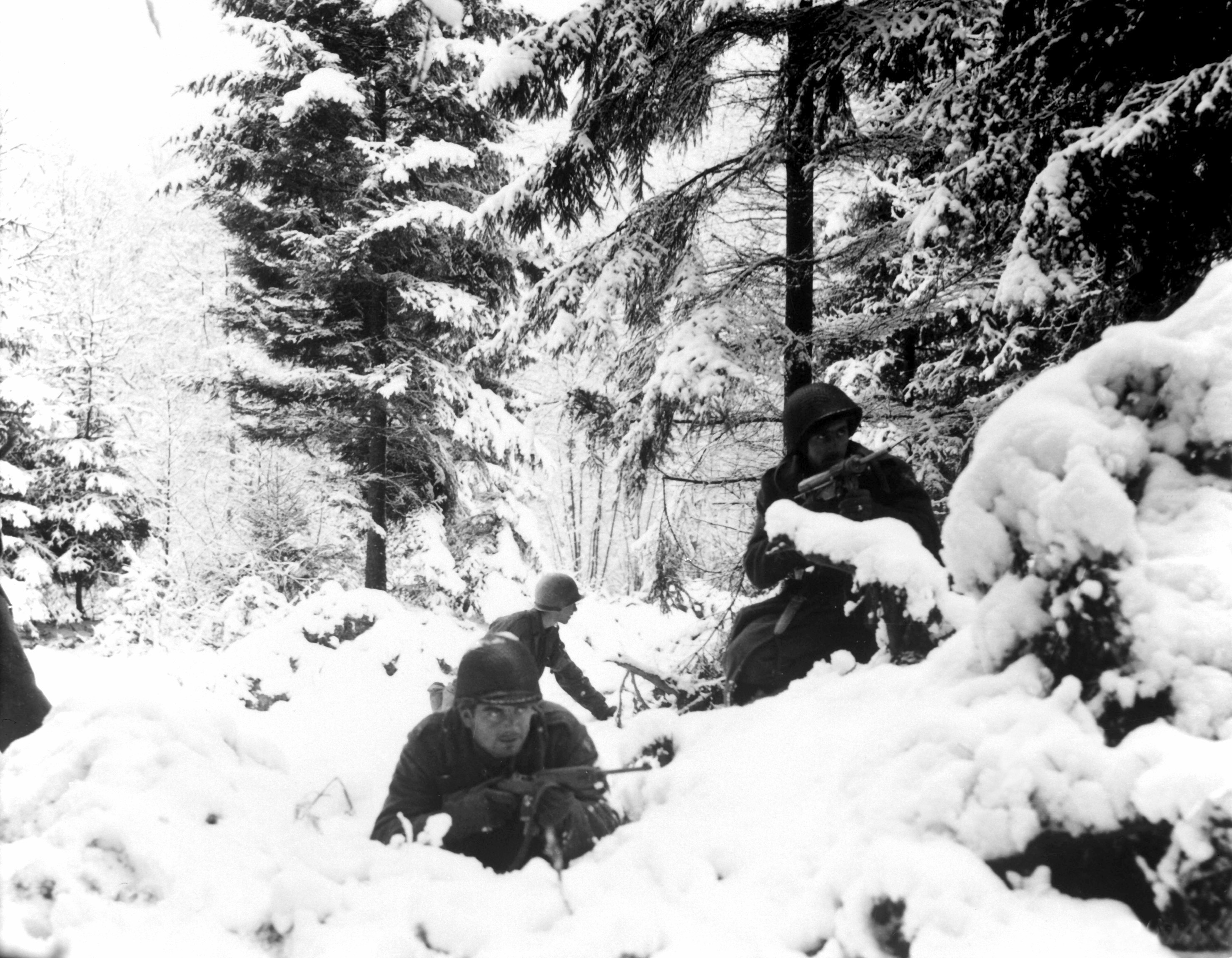
Soldados americanos em posição defensiva nas Ardenas durante a Batalha do Bulge.

Desde os desembarques na França os alemães começaram a preparar um enorme contra-ataque ao oeste. O plano era chamado de Wacht am Rhein (Vigília do Reno) e deveria partir das Ardenas e atravessar ao norte até Antuérpia, dividindo os exércitos britânicos e americanos. O ataque começou em 16 de dezembro e iniciou o que ficou conhecido como a Batalha do Bulge. Defendendo a área estava o Primeiro Exército Americano, que sofreu bastante com o mau tempo. Os alemães conseguiram penetrar mais de 80 km e chegar a menos de 15 km do rio Mosa. Tomados de surpresa, os Aliados tiveram muitas baixas até conseguirem reagrupar-se e parar o ataque alemão via terra e ar, levando as divisões da Waffen-SS atacantes a recuarem ao ponto de partida. O fracasso foi consolidado em 25 de janeiro de 1945 e a Alemanha perdeu definitivamente sua força ofensiva na Frente Ocidental. 

### Invasão da Alemanha
Em janeiro de 1945, a cabeça de ponte alemã no rio Rur foi destruída na Operação Blackcock, seguido por um movimento em pinça do Primeiro Exército Canadense na Operação Veritable avançando da região de Nijmegen nos Países Baixos. Enquanto isso, o Nono Exército Americano iria passar pelo Rur na Operação Grenade em 8 de fevereiro de 1945, mas precisou adiar a passagem em duas semanas porque os alemães destruíram as barragens do rio e inundaram a região. 
O Marechal de Campo Gerd von Rundstedt pediu permissão a Hitler para fazer uma retirada para atrás do Reno, alegando que uma resistência maior só adiaria o inevitável e causaria muitas baixas desnecessárias na região. No entanto, Hitler ordenou que suas tropas lutassem até o último homem. Quando os americanos conseguiram drenar a água e atravessar o Rur em 23 de fevereiro, outras forças Aliadas começaram a se aproximar do Reno. As divisões de Von Rundstedt que permaneceram na margem oeste foram dizimadas na Batalha da Renânia, resultando em 280 mil prisioneiros de guerra alemães. Com um grande número de homens capturados e mortos, a resistência no Reno entre fevereiro e março de 1945 foi dispendiosa e inútil: as baixas chegaram a 400 mil homens. No final de março, os Aliados já tinham feito mais de 1,3 milhões de prisioneiros alemães na Europa Ocidental.  
A passagem pelo Reno foi bem-sucedida em quatro pontos:

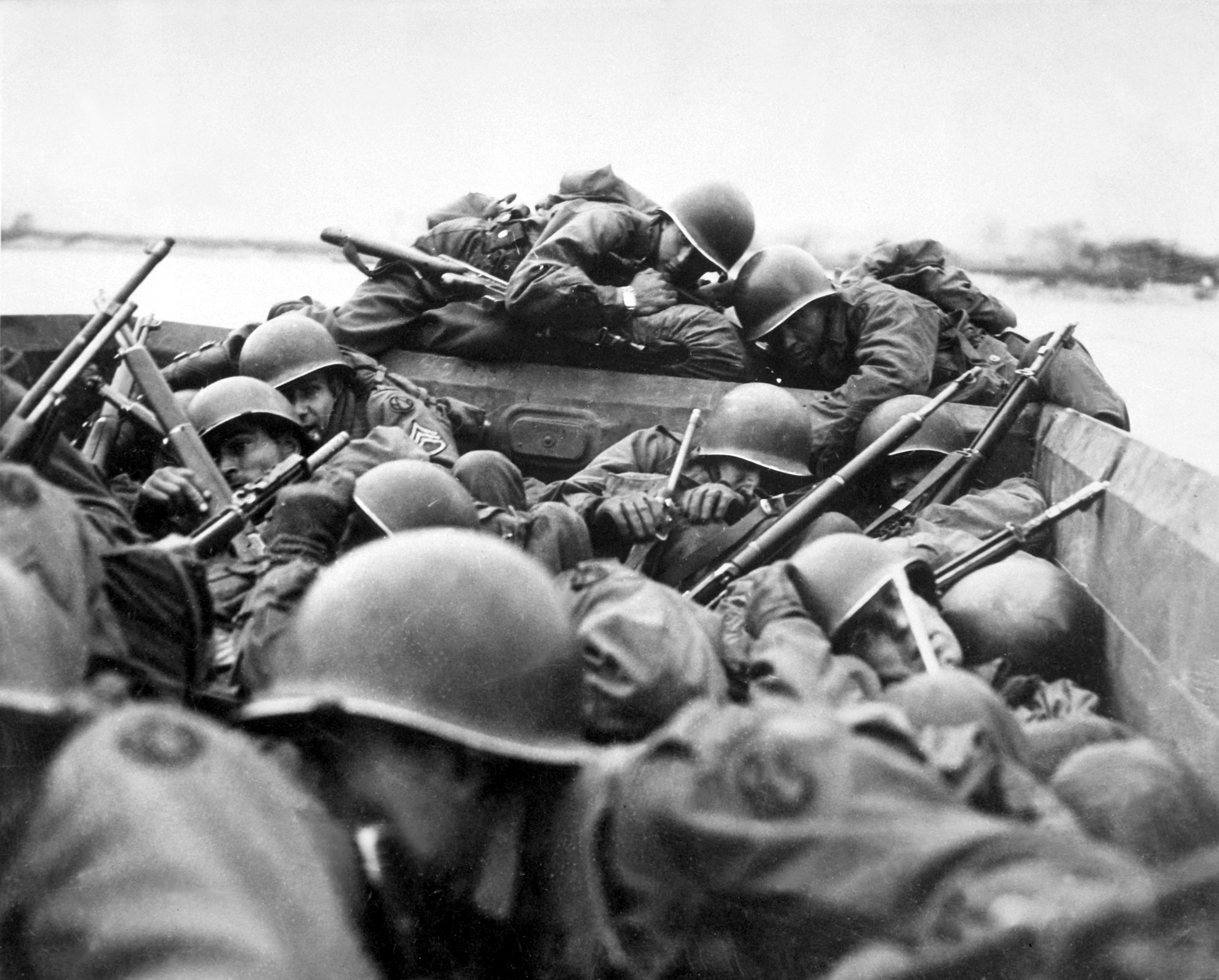
Soldados da 89ª Divisão de Infantaria dos Estados Unidos atravessando o rio Reno em um bote na região de Sankt Goar.

- As tropas dos Estados Unidos conseguiram uma oportunidade única quando encontraram a Ponte Ludendorff de pé em Remagen. As tropas do general Omar Bradley comandaram uma travessia em larga escala de diversas divisões pela ponte. Desesperado, Hitler ordenou a destruição da passagem a qualquer custo, usando inicialmente os ultrapassados bombardeiros Stuka sem sucesso e depois bombas V-2, que eram imprecisas e podiam atingir até mesmo civis alemães que viviam nas proximidades. Após diversos esforços, a ponte (que já estava danificada desde que foi capturada) acabou caindo sozinha quase um mês depois.
- Em 22 de março, o Terceiro Exército de Patton, que lutava na região do Palatinado, conseguiu atravessar o Reno com botes.
- Na Operação Varsity, tropas paraquedistas americanas e britânicas passaram pelo Reno em uma gigantesca operação aérea avançando para o norte da Alemanha.
- Em 26 de março, o Sexto Grupo de Exércitos Aliados conseguiu atravessar o Reno na região de Mannheim e Worms. Uma travessia em pequena escala aconteceu também em Speyer e foi feita pelo Primeiro Exército Francês.

Uma vez que os Aliados atravessaram o Reno, os britânicos se direcionaram para o nordeste em direção a Hamburgo, atravessando o rio Elba em direção à Dinamarca e ao Báltico. As forças britânicas capturaram Bremen em 26 de abril após uma semana de combates. Paraquedistas britânicos e canadenses chegaram à cidade báltica de Wismar em 2 de maio, pouco depois forças soviéticas também chegaram na região.

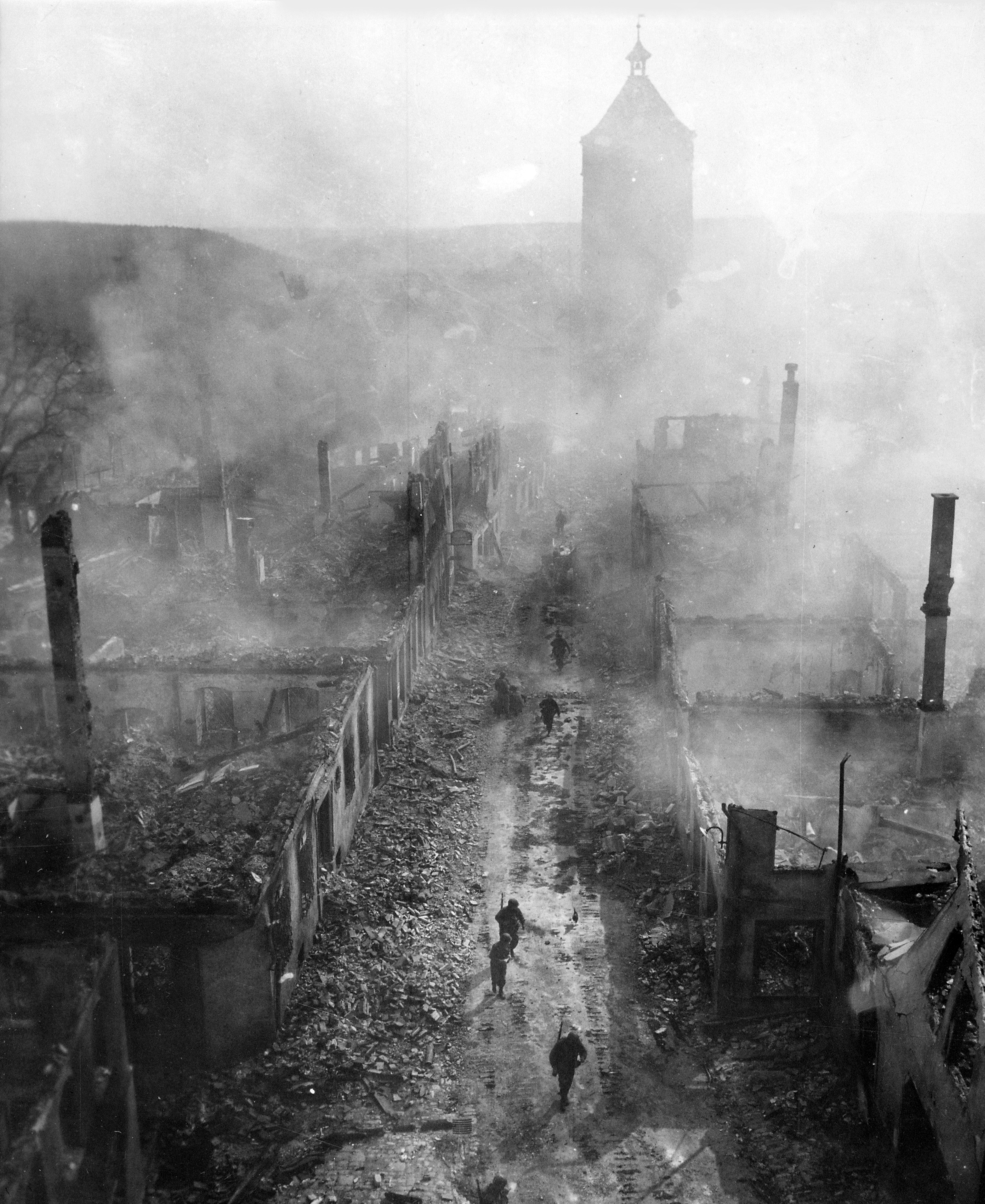
Soldados americanos avançando sobre as ruínas de Waldenburg.

O Nono Exército dos EUA, que havia permanecido sob o comando britânico desde a Batalha do Bulge, foi para o sul e fez um movimento em pinça para o norte em direção ao Ruhr, suprimindo as forças alemãs na região. Em 26 de março, o Sétimo Exército da Wehrmacht tentou sem sucesso defender as ruínas da cidade de Frankfurt, que acabou ocupada pela Quinta Divisão da Infantaria dos Estados Unidos. Em 18 de abril, o XIX Corpo do Nono Exército capturou Magdeburg. Ao norte, o XIII Corpo ocupou Stendal.
Logo depois, o Décimo Segundo Grupo de Exércitos dos EUA se dividiu e o Primeiro Exército também foi em direção ao rio Ruhr. Em 4 de abril, o cerco completou seu objetivo e o Nono Exército se encontrou novamente com o comando de Bradley. O Grupo B de Exércitos Alemães comandado pelo Marechal de Campo Walther Model ficou preso nas imediações do Ruhr e mais de 300 mil soldados alemães foram feitos prisioneiros. Depois dessa importante conquista, o Nono e o Primeiro Exército dos EUA voltaram-se para o leste e foram para o rio Elba em meados de abril. Durante os impiedosos avanços Aliados, cidades como Kassel, Magdeburgo, Halle e Leipzig foram desesperadamente defendidas por guarnições alemãs ad hoc compostas de tropas regulares, unidades da Volkssturm e filiados armados do Partido Nazista. O avanço continuou até que Eisenhower e Bradley concluíram que ir além do Elba não fazia sentido, uma vez que a Alemanha Oriental estava destinada a ser ocupada pelo Exército Vermelho. O Primeiro e o Nono Exércitos estacionaram ao longo dos rios Elba e Mulde, fazendo contato com as forças soviéticas perto do Elba no final de abril. O Terceiro Exército dos EUA se espalhou para o leste, na parte ocidental da Checoslováquia, para sudeste na região da Baviera e para o norte da Áustria. No Dia da Vitória na Europa, o 12º Grupo de Exércitos dos EUA era uma força de quatro exércitos (Primeiro, Terceiro, Nono e Décimo Quinto) que contava com mais de 1,3 milhão de homens.

### O fim do Terceiro Reich

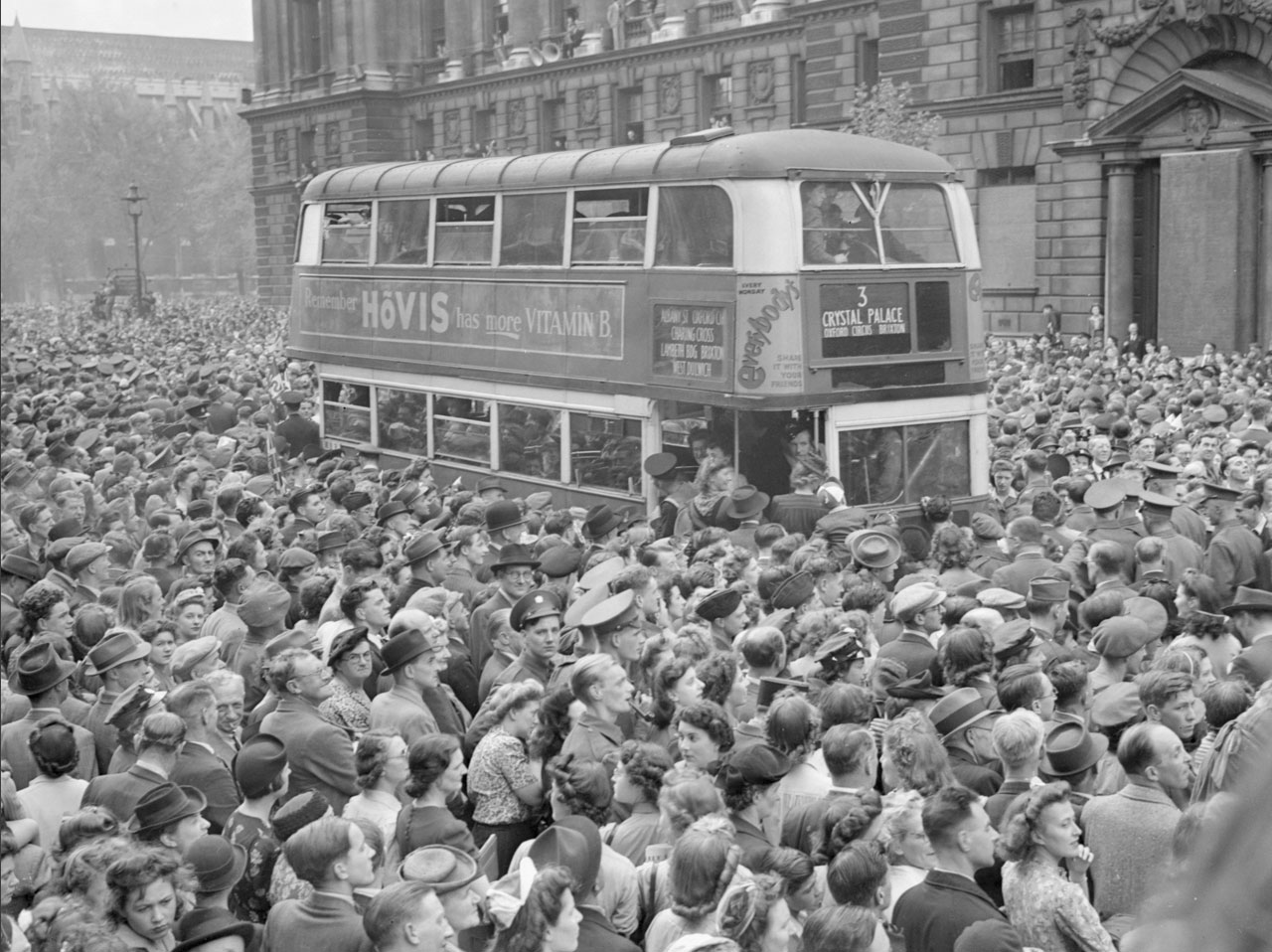
Multidão de britânicos em Whitehall para ouvir o discurso de Winston Churchill após a vitória.

Em 7 de maio, Eisenhower acompanhou em Reims a assinatura da rendição incondicional de todas as forças alemãs aos Aliados Ocidentais e à União Soviética feita pelo General Alfred Jodl. Logo depois, o General Franz Böhme anunciou a rendição incondicional das tropas alemãs na Noruega. As operações alemãs cessaram oficialmente no dia 8 de maio às 23h01 no Horário da Europa Central.
Em 9 de maio, o Marechal Wilhelm Keitel, como chefe do OKW e superior de Jodl, foi levado ao Marechal Gueorgui Júkov em Karlshorst e assinou outro instrumento de rendição que era essencialmente idêntico ao assinado em Reims com duas adições solicitadas pelos soviéticos.